# Ja-6 (Omnibus)
Der Ja-6 (russisch Я-6) war ein sowjetisches Busmodell aus dem Jaroslawski Gosudarstwenny Awtomobilny Sawod (russisch Ярославский государственный автомобильный завод, kurz JaGAZ bzw. ЯГАЗ), das von 1929 bis 1932 in Serie produziert wurde. Es war der erste vollwertige Stadtbus aus sowjetischer Produktion, etwa 360 Exemplare wurden gefertigt. Es existieren keine Hinweise darauf, dass ein Fahrzeug erhalten geblieben ist.

## Fahrzeuggeschichte
In den späten 1920er-Jahren herrschte in der Sowjetunion ein großer Mangel an Stadtbussen und häufig generell an öffentlichen Verkehrsmitteln. So gab es in Moskau für die damals etwa zwei Millionen Einwohner nur zirka 5000 Taxis, 730 Straßenbahnwagen sowie 175 Busse, die alle von Leyland aus Großbritannien geliefert worden waren. Zum einen waren das viel zu wenige Busse, zum anderen waren sie für sowjetische Verhältnisse auch zu teuer.
Erste Busse aus eigener Produktion gab es ab 1926 auf Basis des Lastwagens AMO-F-15. Sie waren jedoch klein und konnten nur 14 Passagiere befördern. Die Motorleistung des Fahrzeugs war zudem mit 35 PS sehr gering bemessen. Auch in den folgenden drei Jahren stand kein Bus aus heimischer Fertigung zur Verfügung, der eine größere Anzahl Passagiere hätte befördern können.
Im Jahr 1929 begann das Jaroslawski Gosudarstwenny Awtomobilny Sawod mit der Produktion des Fünftonners Ja-5. Das Fahrgestell des Lkws erschien geeignet für einen Busaufbau. Um mehr Leute transportieren zu können, wurde der Rahmen um 580 mm verlängert. Da das Werk nicht die Mittel hatte, die relativ aufwändige Buskarosserie in Serie zu produzieren, wurden in Jaroslawl nur die Fahrgestelle gebaut. Die Aufbauten wurden in verschiedenen Reparaturwerken gefertigt und anschließend auf die Rahmen gesetzt. So kam es, dass auch offene Karosserien entstanden. Die Betriebe die die Aufbauten herstellten saßen unter anderem in Moskau, Leningrad, Charkow, Rostow am Don und in Tiflis. Die Karosserien hatten einen Holzrahmen und wurden außen mit Stahlblech, innen mit Sperrholz beplankt.
Diverse Teile konnte die noch junge und unterentwickelte Automobilindustrie der Sowjetunion überhaupt nicht fertigen, sie mussten auch weiter im Ausland zugekauft werden. Der Motor stammte von der US-amerikanischen Hercules Engine Company, Getriebe, Bremsen, Lenkung und Kupplung ebenfalls aus den USA. Trotzdem war die Fertigung billiger, als komplette Busse aus dem Ausland einzukaufen.
Die Busse mussten aufgrund der verwendeten Achsen relativ hoch konstruiert werden. Die große Bodenfreiheit von etwa 300 mm stellte sich auf den schlechten Straßen jedoch schnell als Vorteil heraus. Der Komfort für die Passagiere war sehr eingeschränkt. Die Sitze waren hart, eine Heizung gab es nicht, die Belüftung war sehr einfach und die Federung nicht für den Passagiertransport konzipiert. Trotzdem blieben die Busse relativ lange in Betrieb, teilweise bis zum Beginn des Zweiten Weltkriegs. Insgesamt wurden 364 Fahrgestelle gebaut, davon gingen 237 nach Moskau, 50 nach Jaroslawl und mindestens 30 nach Rostow am Don. Dort wurden auch offene Busse produziert, 16 der 30 Exemplare erhielten eine geschlossene Karosserie.
Im Jahr 1932 begann die Produktion des JaG-10, einem schweren Dreiachser in Jaroslawl. Das Projekt wurde als wichtig betrachtet und alle von Hercules importierten Motoren wurden für den neuen Lkw verwendet. Die ansonsten zur Verfügung stehenden Motoren vom AMO-F-15 (35 PS), sowie vom Lastwagen AMO-3 (60 PS) und dessen Nachfolger ZIS-5 (73 PS) waren für den Bus zu schwach. Entsprechend musste die Produktion 1932 eingestellt werden. Heute ist wahrscheinlich kein Fahrzeug vom Typ Ja-6 mehr erhalten.

## Technische Daten
Nicht alle technischen Daten sind überliefert. Manche Angaben schwanken je nach Quelle leicht, was auch darauf zurückzuführen ist, dass nur das Fahrgestell immer vom gleichen Hersteller stammte.
- Motor: Sechszylinder-Ottomotor
- Motortyp: Hercules-UXS
- Leistung: 93 PS (68 kW)
- Verbrauch: 45 l/100 km
- Höchstgeschwindigkeit: 50 km/h
- Getriebe: Brown-Lipe-554
- Getriebetyp: Viergangschaltgetriebe
- Kupplung: Brown-Lipe-Mehrscheibenkupplung
- Antriebsformel: 4×2

Abmessungen und Gewichte
- Länge: 7750 mm
- Breite: 2460 mm
- Höhe: 3000 mm
- Radstand: 4780 mm
- Wendekreis: 18 m
- Sitzplätze: 35, auch 27 wird angegeben
- Stehplätze: je nach Quelle 0 oder 8
- Plätze insgesamt: 35
- Leergewicht: ca. 5500 kg
- Türen: 2 Passagiertüren, separate Fahrertür